# Serranía Media-Campichuelo y Serranía Baja
La Serranía Media-Campichuelo y Serranía Baja es una comarca situada en la provincia de Cuenca, en el límite con las provincias de Teruel y Valencia. Limita al norte con la comarca de la Serranía Alta, al noroeste con la comarca de la Alcarria, al oeste con La Mancha, al sur con la Manchuela, al este con la comarca de Requena-Utiel y Los Serranos (estas dos en la provincia de Valencia) y al nordeste con las comarcas aragonesas de la Sierra de Albarracín y Comunidad de Teruel y con la comarca valenciana del Rincón de Ademuz.
Con un total de 72 municipios, más que una comarca, Serranía Media-Campichuelo y Serranía Baja, podría considerarse un conjunto de comarcas ya que está formada por las comarcas del Campo de Ribatajada (Campichuelo), Serranía Media y Serranía Baja.
Tiene una población de 77.600 habitantes siendo la ciudad de Cuenca su capital y su municipio más poblado.

## Municipios

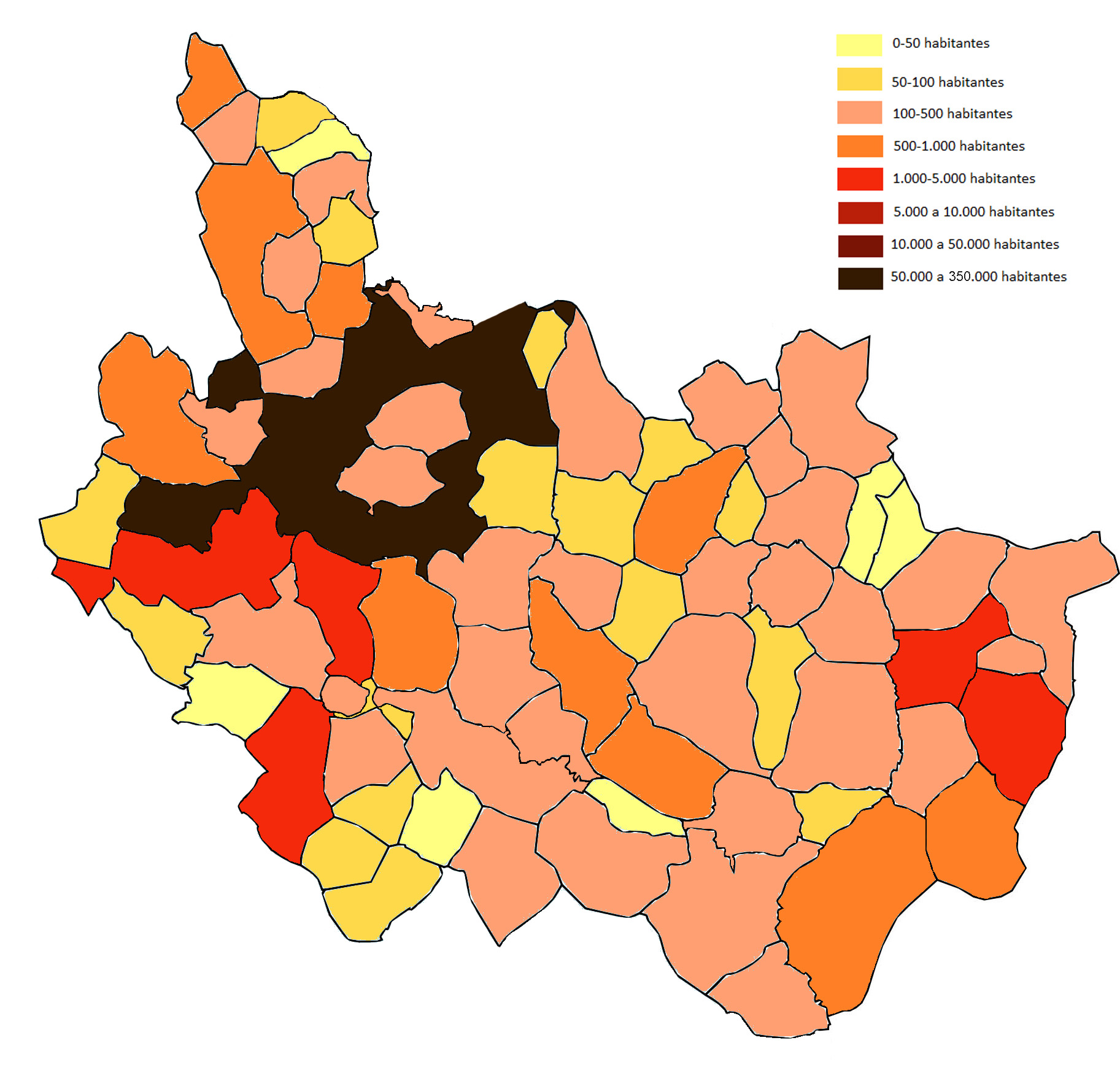
Distribución de la población por municipios en Serranía Media-Campichuelo y Serranía Baja

|     | Municipio                 | Población (INE 2009) | Superficie (km²) | Densidad (hab/km²) |
| --- | ------------------------- | -------------------- | ---------------- | ------------------ |
| 1.  | Cuenca                    | 55.866               | 911,06           | 61,32              |
| 2.  | Las Valeras               | 1.584                | 112,96           | 14,02              |
| 3.  | Landete                   | 1.374                | 79,34            | 17,32              |
| 4.  | Arcas del Villar          | 1.266                | 82               | 15,44              |
| 5.  | Villar de Olalla          | 1.195                | 158,08           | 7,56               |
| 6.  | Talayuelas                | 1.048                | 106,59           | 9,83               |
| 7.  | Cañete                    | 947                  | 86,96            | 10,89              |
| 8.  | Mira                      | 874                  | 212,86           | 4,11               |
| 9.  | Sotorribas                | 863                  | 149,33           | 5,78               |
| 10. | Carboneras de Guadazaón   | 859                  | 100,65           | 8,53               |
| 11. | Aliaguilla                | 791                  | 103,80           | 7,62               |
| 12. | Cardenete                 | 623                  | 97,51            | 6,39               |
| 13. | Villalba de la Sierra     | 559                  | 41               | 13,63              |
| 14. | Cañamares                 | 534                  | 40,52            | 13,18              |
| 15. | Fuentenava de Jábaga      | 534                  | 133,09           | 4,01               |
| 16. | Fuentes                   | 508                  | 107,60           | 4,72               |
| 17. | Almodóvar del Pinar       | 457                  | 95,03            | 4,81               |
| 18. | Enguídanos                | 415                  | 165,35           | 2,51               |
| 19. | Chillarón de Cuenca       | 401                  | 39,41            | 10,18              |
| 20. | Albaladejo del Cuende     | 350                  | 55,20            | 6,34               |
| 21. | Salvacañete               | 324                  | 120,28           | 2,69               |
| 22. | Cañada del Hoyo           | 312                  | 90,37            | 3,45               |
| 23. | Villar del Humo           | 298                  | 150              | 1,99               |
| 24. | Mariana                   | 293                  | 39,96            | 7,33               |
| 25. | Santa Cruz de Moya        | 290                  | 110,75           | 2,62               |
| 26. | Zarzuela                  | 235                  | 40,38            | 5,82               |
| 27. | Moya                      | 214                  | 95               | 2,25               |
| 28. | Henarejos                 | 206                  | 145,90           | 1,41               |
| 29. | Palomera                  | 187                  | 50,07            | 3,73               |
| 30. | Olmeda del Rey            | 180                  | 75,44            | 2,39               |
| 31. | La Frontera               | 178                  | 34,57            | 5,15               |
| 32. | Víllora                   | 177                  | 68,88            | 2,57               |
| 33. | Valdetórtola              | 167                  | 103,21           | 1,62               |
| 34. | Arguisuelas               | 159                  | 49,60            | 3,34               |
| 35. | Boniches                  | 156                  | 53,02            | 2,94               |
| 36. | Fuentelespino de Moya     | 153                  | 65,72            | 2,33               |
| 37. | Alcalá de la Vega         | 151                  | 69,25            | 2,18               |
| 38. | Valdemoro-Sierra          | 149                  | 107,79           | 1,38               |
| 39. | Tejadillos                | 140                  | 63,28            | 2,21               |
| 40. | Monteagudo de las Salinas | 136                  | 130,85           | 1,04               |
| 41. | Paracuellos               | 133                  | 123,48           | 1,08               |
| 42. | Campillos-Paravientos     | 127                  | 54,34            | 2,34               |
| 43. | Reíllo                    | 125                  | 81,81            | 1,53               |
| 44. | Garaballa                 | 117                  | 71,88            | 1,63               |
| 45. | Uña                       | 117                  | 23,25            | 5,03               |
| 46. | Buenache de la Sierra     | 116                  | 57,48            | 2,02               |
| 47. | Graja de Campalbo         | 113                  | 22,30            | 5,07               |
| 48. | Arcos de la Sierra        | 106                  | 39,50            | 2,68               |
| 49. | Pajarón                   | 101                  | 52,61            | 1,92               |
| 50. | Salinas del Manzano       | 101                  | 33,65            | 3,00               |
| 51. | Barchín del Hoyo          | 93                   | 65,25            | 1,43               |
| 52. | Portilla                  | 82                   | 32,78            | 2,50               |
| 53. | Valdemorillo de la Sierra | 81                   | 70,27            | 1,15               |
| 54. | Abia de la Obispalía      | 80                   | 68,01            | 1,18               |
| 55. | Pajaroncillo              | 75                   | 56,91            | 1,32               |
| 56. | Beamud                    | 73                   | 23,86            | 3,06               |
| 57. | Fresneda de Altarejos     | 72                   | 59,90            | 1,20               |
| 58. | Huérguina                 | 68                   | 28,01            | 2,43               |
| 59. | Piqueras del Castillo     | 68                   | 45,87            | 1,48               |
| 60. | San Martín de Boniches    | 68                   | 69,77            | 0,97               |
| 61. | Chumillas                 | 67                   | 40,19            | 1,67               |
| 62. | Narboneta                 | 67                   | 34,85            | 1,92               |
| 63. | Fresneda de la Sierra     | 59                   | 32               | 1,84               |
| 64. | Campillos-Sierra          | 58                   | 38,03            | 1,53               |
| 65. | La Cierva                 | 53                   | 71,48            | 0,74               |
| 66. | La Parra de las Vegas     | 41                   | 61,51            | 0,67               |
| 67. | Castillejo-Sierra         | 38                   | 30,27            | 1,26               |
| 68. | Solera de Gabaldón        | 34                   | 50,35            | 0,68               |
| 69. | Casas de Garcimolina      | 31                   | 38,69            | 0,80               |
| 70. | Yémeda                    | 30                   | 29,08            | 1,03               |
| 71. | Bascuñana de San Pedro    | 27                   | 19,62            | 1,38               |
| 72. | Algarra                   | 26                   | 41,40            | 0,63               |
|     | TOTAL                     | 77.600               | 6.111,06         | 12,70              |

## Imágenes

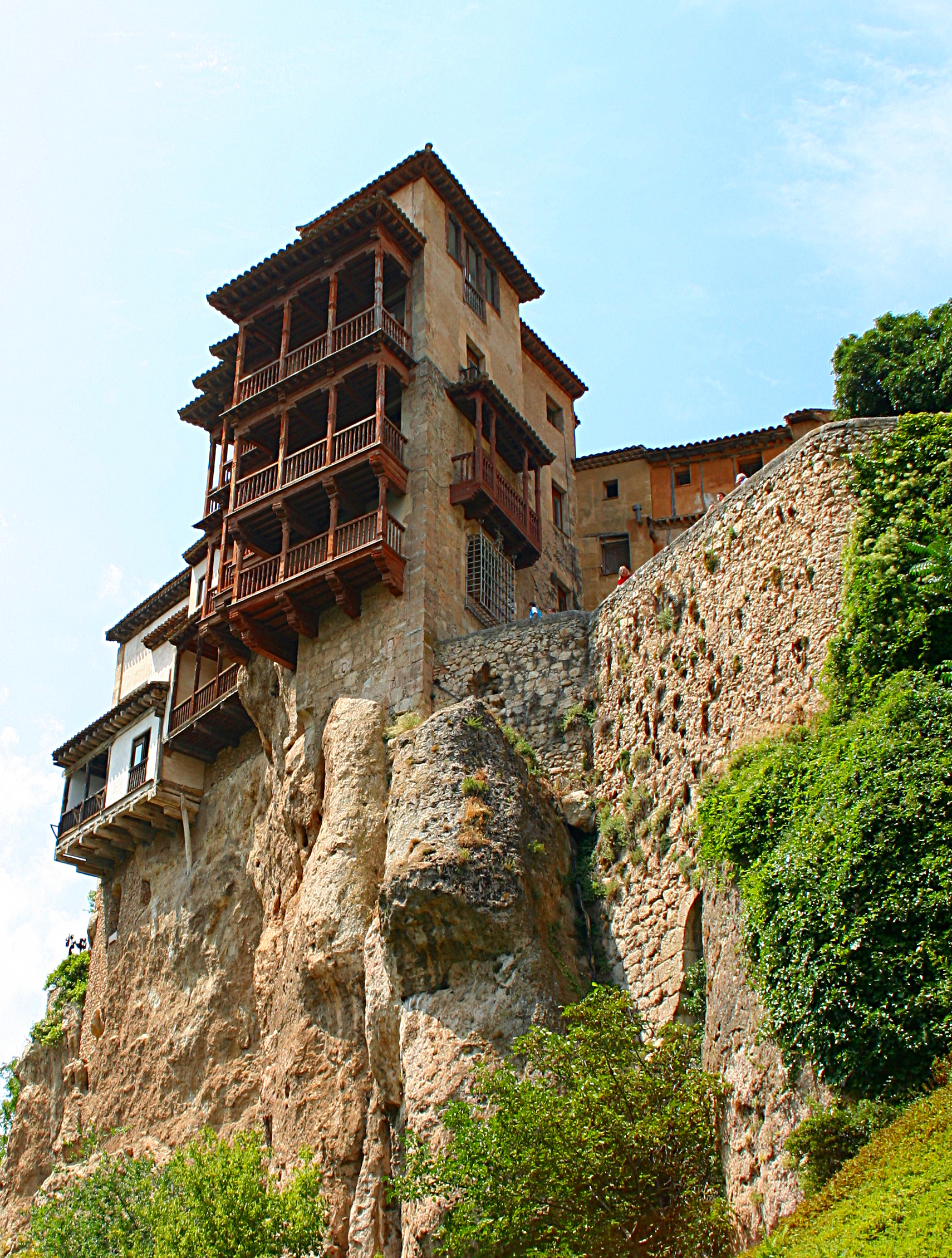
Casas colgadas de Cuenca
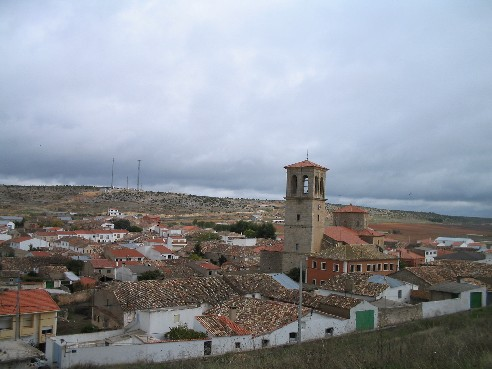
Almodóvar del Pinar.
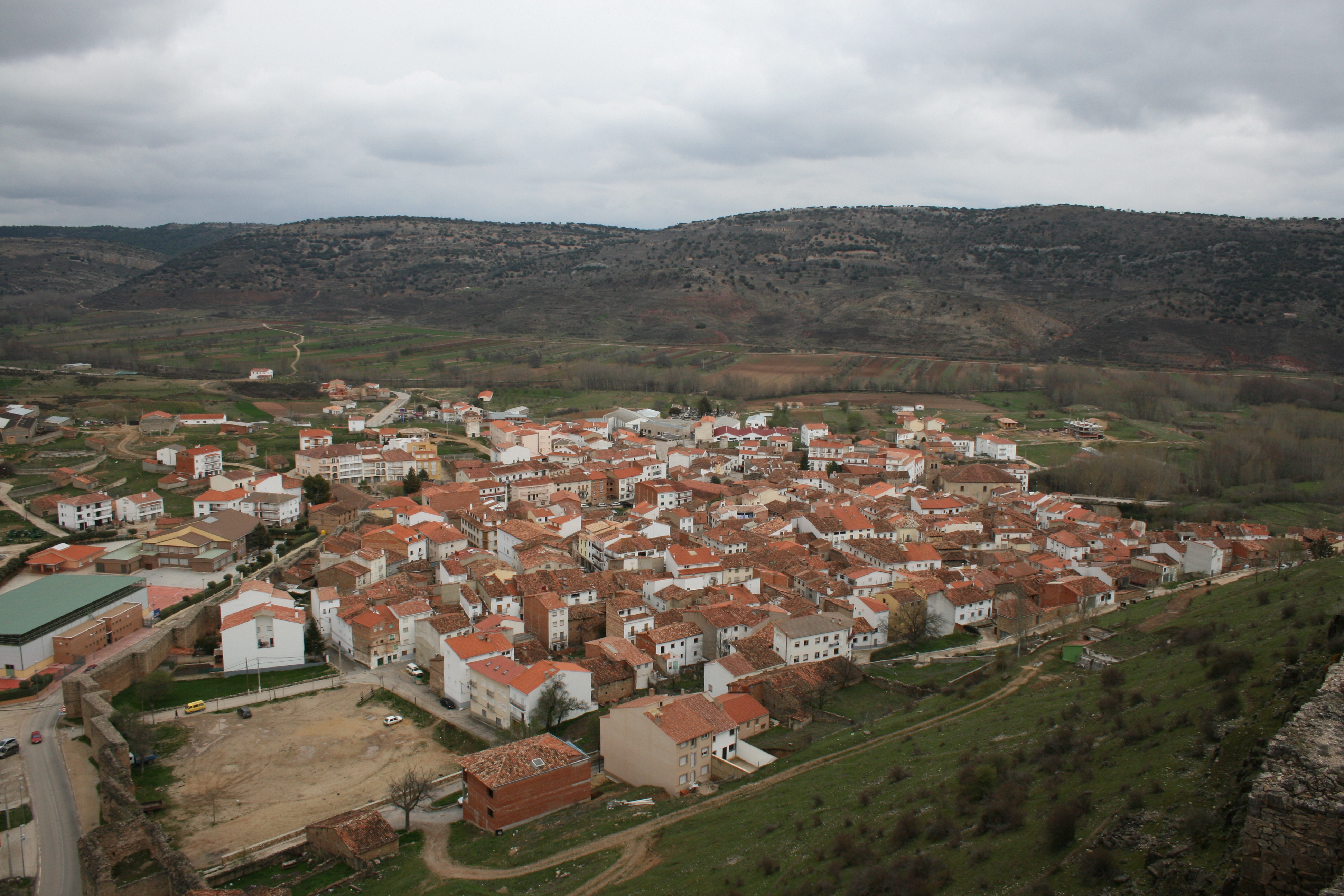
Cañete
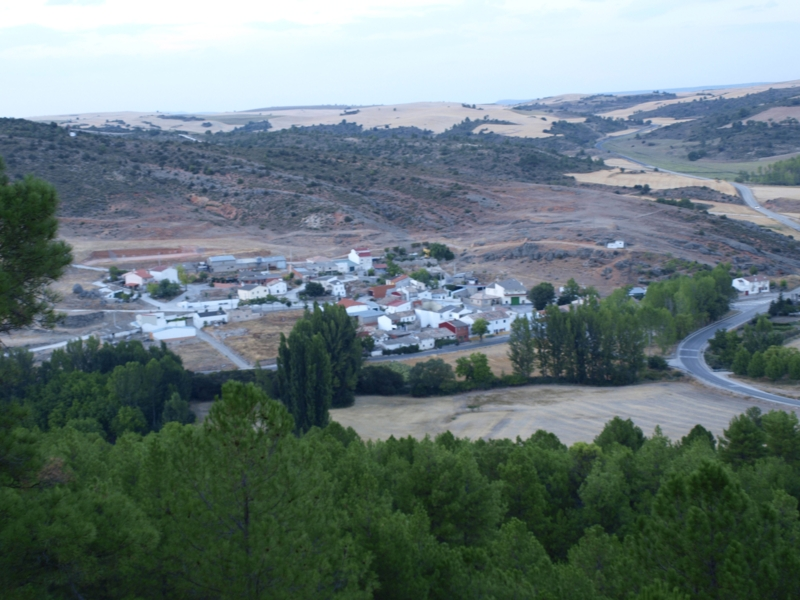
Tórtola (Cuenca) - Valdetórtola
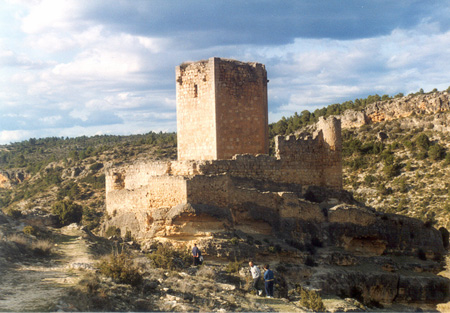
Castillo de Paracuellos